# Choristima pumila
Choristima pumila är en kackerlacksart som beskrevs av Roth, L. M. 1992. Choristima pumila ingår i släktet Choristima och familjen småkackerlackor. Inga underarter finns listade i Catalogue of Life.